# Energia eletrostática
A energia eletrostática é a energia armazenada numa distribuição de cargas elétricas estáticas. Nessa distribuição, o trabalho necessário para mover uma determinada carga de lugar ou adicionar outra é devido a energia eletrostática armazenada na configuração. A energia eletrostática também é conhecida como a energia potencial de um sistema de cargas elétricas. Ela pode ser entendida fazendo-se uma analogia com a mecânica. O potencial gravitacional que uma massa possui à determinada altura do solo pode ser obtido calculando-se o trabalho que devemos realizar, ou seja, a energia a ser gasta, para elevarmos essa massa até a altura desejada. Analogamente, o trabalho realizado para estabelecermos uma configuração, seja retirando ou colocando cargas, fica armazenado nas cargas sob a forma de energia potencial de interação.

## Cálculo

### Trabalho de mover uma carga
Num campo elétrico uniforme {\displaystyle \mathbf {E} }, o trabalho a ser realizado para mover uma carga {\displaystyle q} de um ponto {\displaystyle a} a um ponto {\displaystyle b}, é igual à variação de energia potencial da carga. A força elétrica sobre a carga é {\displaystyle q\mathbf {E} }. Se quisermos deslocar a carga devemos exercer uma força {\displaystyle -q\mathbf {E} } sobre ela. Num dado deslocamento {\displaystyle d\mathbf {l} }, o trabalho que realizamos é:
{\displaystyle W=-\int _{a}^{b}q\mathbf {E} \cdot d\mathbf {l} =\int _{a}^{b}\mathbf {F} \cdot d\mathbf {l} .}

### Energia potencial elétrica
A força eletrostática, ou coulombiana, é uma força conservativa, portanto o trabalho realizado por essa força pode sempre ser expresso em função da energia potencial elétrica {\displaystyle U}. Em outras palavras, o trabalho realizado para mover a carga equivale à variação  de sua energia potencial:
{\displaystyle W=\int _{a}^{b}\mathbf {F} \cdot d\mathbf {l} =\Delta U=U_{b}-U_{a}.}
A unidade no S.I. da energia, bem como do trabalho, é o Joule.

#### Diferença de potencial
A variação da energia potencial é proporcional à carga {\displaystyle q}. A variação da energia potencial por unidade de carga é denominada diferença de potencial {\displaystyle \Delta V}. Dado um deslocamento infinitesimal {\displaystyle d\mathbf {l} }, a diferença de potencial é dada por:
{\displaystyle dV={\frac {dU}{q}}=-\mathbf {E} \cdot d\mathbf {l} }.
Para um deslocamento finito do ponto {\displaystyle a} até {\displaystyle b}:
{\displaystyle \Delta V=V_{b}-V_{a}={\frac {\Delta U}{q}}=-\int _{a}^{b}\mathbf {E} \cdot d\mathbf {l} .}
Em outras palavras, a diferença de potencial {\displaystyle V_{b}-V_{a}} é o trabalho por unidade de carga necessário para deslocar uma carga de prova de um ponto {\displaystyle a} até um ponto {\displaystyle b}.
A unidade no S.I. do potencial elétrico é o Volt, ou J/C [Joule/Coulomb].

## Energia de uma distribuição discreta de cargas
No cálculo anterior, foi tratado o movimento de uma carga imersa num campo elétrico uniforme e preexistente. Será analisado agora o trabalho necessário para montar uma configuração de cargas. Vale ressaltar que o movimento realizado para trazer as cargas até a configuração desejada não afeta o caráter eletrostático do problema, visto que seus deslocamentos são feitos lentamente e com uma velocidade constante.

### Para duas cargas
Em uma distribuição de cargas, se tivermos uma carga inicial puntiforme e estática, que chamaremos de {\displaystyle q_{1}}, o trabalho necessário para aproximar uma segunda carga {\displaystyle q_{2}} será calculado em termos do campo elétrico produzido pela primeira. Como já dito, a força coulombiana é conservativa, sendo assim o trabalho realizado para mover {\displaystyle q_{2}} depende apenas de seu ponto inicial e final, independente da trajetória. Portanto:
{\displaystyle W=\int _{r_{a}}^{r_{b}}\mathbf {F} \cdot d\mathbf {l} =\int _{r_{a}}^{r_{b}}{\frac {1}{4\pi \epsilon _{0}}}{\frac {q_{1}q_{2}}{r^{2}}}={\frac {q_{1}q_{2}}{4\pi \epsilon _{0}}}\left({\frac {1}{r_{a}}}-{\frac {1}{r_{b}}}\right).}
É comum, para o cálculo acima, encontrar o trabalho realizado para trazer uma carga do infinito, sendo o potencial de uma carga no infinito igual a zero, fornecendo assim a energia potencial associada ao sistema:
{\displaystyle U=-W=-\int _{\infty }^{r_{12}}{\frac {1}{4\pi \epsilon _{0}}}{\frac {q_{1}q_{2}}{r^{2}}}={\frac {q_{1}q_{2}}{4\pi \epsilon _{0}}}\left({\frac {1}{r_{12}}}-0\right),}
ou seja,
{\displaystyle U={\frac {1}{4\pi \epsilon _{0}}}{\frac {q_{1}q_{2}}{r_{12}}},}
onde {\displaystyle r_{12}} é a distância final entre as cargas {\displaystyle q_{1}} e {\displaystyle q_{2}}. Está definida, assim, a energia potencial armazenada em uma configuração de duas cargas separadas de {\displaystyle r_{12}}:

### Para n cargas
Para trazermos uma terceira carga {\displaystyle q_{3}} do infinito, calculamos o trabalho a partir da energia potencial que encontraremos na nova configuração:
{\displaystyle W={\frac {1}{4\pi \epsilon _{0}}}q_{3}\left({\frac {q_{1}}{r_{13}}}+{\frac {q_{2}}{r_{23}}}\right),}
onde {\displaystyle r_{13}} é a distância da carga {\displaystyle q_{1}} até a {\displaystyle q_{3}}, e {\displaystyle r_{23}} a da carga {\displaystyle q_{2}} `a carga {\displaystyle q_{3}}.
Podemos perceber que o trabalho é calculado aos pares de interações, de modo que para {\displaystyle n} cargas a quantidade de trabalho total para reunir todas elas é :
{\displaystyle W={\frac {1}{2}}\sum _{i=1}^{n}q_{i}\left(\sum _{\stackrel {j=1}{j\neq i}}^{n}{\frac {1}{4\pi \epsilon _{0}}}{\frac {q_{j}}{r_{ij}}}\right).}
Perceba que esse mesmo trabalho será realizado, se desejarmos desmantelar a configuração, retirando as cargas uma a uma. Além disso, enquanto não mexermos nesse sistema, ele será também o valor da energia potencial elétrica do próprio sistema.

## Energia de uma distribuição contínua de cargas
Pode-se generalizar os cálculos da energia de cargas discretas para distribuições contínuas, utilizando-se a densidade volumétrica destas a densidade superficial das cargas em uma superfície.
A última equação pode ser definida em termos do potencial elétrico de toda a configuração:
{\displaystyle W={\frac {1}{2}}\sum _{i=1}^{n}q_{i}V(r_{i}).}
Para uma densidade volumétrica de carga {\displaystyle \rho }, esta equação se torna:
{\displaystyle W={\frac {1}{2}}\int \rho (r)V(r)d\tau .}
em que {\displaystyle d\tau } é um diferencial de volume.
Utilizando a lei de Gauss, que relaciona a densidade volumétrica ao divergente do campo elétrico, {\displaystyle \rho =\epsilon _{0}\mathbf {\nabla \cdot E} }, temos para a última equação:
{\displaystyle W={\frac {\epsilon _{0}}{2}}\int (\mathbf {\nabla \cdot E} )Vd\tau .}
Utilizando a seguinte regra do produto de cálculo vetorial,
{\displaystyle \mathbf {\nabla } \cdot (V\mathbf {E} )=V(\mathbf {\nabla \cdot E} )+\mathbf {E} \cdot (\mathbf {\nabla } V),}
lembrando ser {\displaystyle V} um escalar e {\displaystyle \mathbf {E} } um vetor, podemos reescrever a integração acima:
{\displaystyle W={\frac {\epsilon _{0}}{2}}\left[-\int \mathbf {E} \cdot (\mathbf {\nabla } V)d\tau +\int \mathbf {\nabla } \cdot (V\mathbf {E} )d\tau \right].}
Para a primeira integral, modifica-se o integrando, lembrando que o campo elétrico é definido a partir do gradiente do potencial, ou seja:
{\displaystyle -\mathbf {E} =\mathbf {\nabla } V.}
Para a segunda integral, temos, pelo teorema da divergência:
{\displaystyle \int _{V}\mathbf {\nabla } \cdot (V\mathbf {E} )d\tau =\oint _{S}V\mathbf {E} \cdot \mathbf {da} .}
Com isso, tem-se para a energia total:
{\displaystyle W={\frac {\epsilon _{0}}{2}}\left(\int _{V}E^{2}d\tau +\oint _{S}V\mathbf {E} \cdot \mathbf {da} \right).}
Essa é a energia total devida a uma distribuição contínua de cargas calculada em um certo volume. Porém, à medida que aumentamos esse volume, transcendemos a região que contém a carga. Isso não é problema, já que do lado de fora a densidade de carga é zero, portanto não contribui para a integral. O importante é que o volume usado para o cálculo da energia contenha toda a carga. Além disso, a segunda integral vai a zero, pois à medida que aumentamos esse volume, a contribuição da primeira integral aumenta enquanto a da segunda diminui na mesma proporção, de forma que a soma permaneça intacta.
Calculando em todo o espaço, tendo em vista as observações acima, a integral de superfície anula-se e ficamos com:
{\displaystyle W={\frac {\epsilon _{0}}{2}}\int \limits _{\text{todo o espaço}}E^{2}d\tau .}

### Densidade de energia eletrostática
Dessa forma a energia é descrita não em termos das cargas, mas do campo elétrico que elas produzem. Mais que isso, pode-se dizer que na presença do campo elétrico, encontra-se uma densidade de energia (energia por unidade de volume) dada por:
{\displaystyle u={\frac {1}{2}}\mathbf {D} \cdot \mathbf {E} ={\frac {\epsilon _{0}}{2}}\mathbf {E} \cdot \mathbf {E} ={\frac {\epsilon _{0}E^{2}}{2}}.}
Então é possível representar a energia de uma distribuição qualquer de cargas como sendo a integral sobre uma densidade de energia localizada no campo:
{\displaystyle U=\int \limits _{\text{todo o espaço}}ud\tau .}

## Energia de auto-interação de uma carga elétrica
O cálculo da energia de uma distribuição discreta de cargas não leva em consideração a interação das cargas com o campo elétrico gerado
por elas mesmas, comumente interpretado como a energia para formar as próprias cargas pontuais e denominada energia de auto-interação. Simplesmente calcula-se o trabalho de movê-las num campo elétrico gerado por cargas preexistentes. Analisando o valor da energia de uma carga pontual a partir da densidade de energia de uma distribuição contínua, verifica-se que ela é infinita:
{\displaystyle W={\frac {\epsilon _{0}}{2(4\pi \epsilon _{0})^{2}}}\int \left({\frac {q^{2}}{r^{4}}}\right)(r^{2}sen\theta drd\theta d\phi )={\frac {q^{2}}{8\pi \epsilon _{0}}}\int _{0}^{\infty }{\frac {1}{r^{2}}}dr=\infty .}
Isso se dá devido ao fato de que uma carga pontual representa uma quantidade finita de carga {\displaystyle q} armazenada numa região do espaço de volume nulo (um ponto), ou seja, de densidade de carga infinita. Em Eletrostática, esse problema costuma não ser tão grave, pois os problemas em questão envolvem sempre distribuições de carga já existentes. Na eletrodinâmica quântica (a teoria quântica de campos do eletromagnetismo), no entanto, o problema da energia de auto-interação é de extrema importância já que os processos de criação e aniquilação de cargas elétricas a partir do vácuo são inerentes a tais teorias.

## Energia em capacitores
Descoberto acidentalmente pelo físico holandês Pieter van Musschenbroek em 1746, um capacitor ou condensador é um dispositivo capaz de armazenar carga elétrica. Sua construção é dada por dois condutores separados, ou imersos no vácuo ou com um isolante entre eles.
A razão entre a carga acumulada nos condutores e a diferença de potencial entre eles é definida como capacitância {\displaystyle C}:
{\displaystyle C={\frac {Q}{V}}.}
A unidade em SI de capacitância é um farad, ou 1 F, que equivale a 1 C/V [Coulomb/Volt].
Pode-se carregar um capacitor ligando os condutores aos terminais de uma bateria, o que resultará em uma carga {\displaystyle +Q} em um condutor e {\displaystyle -Q} no outro. Para isso, a bateria está gastando energia, realizando trabalho para separar cargas opostas e depositá-las em diferentes condutores. É esse mesmo trabalho que se torna a energia potencial elétrica armazenada em um capacitor carregado.
Sendo a carga {\displaystyle q} genérica e {\displaystyle v} a diferença de potencial em uma etapa intermediária durante o carregamento do capacitor, o trabalho para carregá-lo iniciando de {\displaystyle q} igual a zero até {\displaystyle q=Q}, sendo essa a carga final, é:
{\displaystyle dW=vdq={\frac {qdq}{C}},}
onde foi utilizada a definição de capacitância (equação anterior).
Integrando:
{\displaystyle \int _{0}^{W}dW={\frac {1}{C}}\int _{0}^{Q}qdq={\frac {Q^{2}}{2C}}.}
Definindo como zero a energia potencial de um capacitor descarregado, o trabalho {\displaystyle W} é, então, igual à energia potencial {\displaystyle U} do capacitor carregado:
{\displaystyle U={\frac {Q^{2}}{2C}}={\frac {1}{2}}QV={\frac {1}{2}}CV^{2}.}

### Densidade de energia em capacitores
O trabalho durante o carregamento é realizado para vencer o campo elétrico entre as placas durante a transferência das cargas de um condutor a outro. Novamente, pode-se pensar que a energia eletrostática está armazenada no campo elétrico entre os condutores e calcular a energia por unidade de volume nesse espaço.
Um tipo bem comum de capacitor é o de placas paralelas. Nesse caso, sendo a área das placas condutoras {\displaystyle A} e a distância entre elas igual a {\displaystyle d}, a densidade de energia é:
{\displaystyle u={\frac {{\frac {1}{2}}CV^{2}}{Ad}}.}
A capacitância {\displaystyle C} também pode ser definida em termos da geometria dos condutores. Para as placas paralelas, ela é dada por
{\displaystyle C=\epsilon _{0}{\frac {A}{d}}.}
Substituindo na equação anterior e lembrando que a diferença de potencial {\displaystyle V} se relaciona com o campo elétrico {\displaystyle E} por {\displaystyle V=Ed}, a densidade de energia se torna:
{\displaystyle u={\frac {\epsilon _{0}E^{2}}{2}}.}
Apesar dessa equação ter sido deduzida a partir de um tipo específico de capacitor, verifica-se sua validade para qualquer capacitor no vácuo e, como encontrado anteriormente, para qualquer configuração de campo elétrico no vácuo.

## Energia em dielétricos
Cavendish (em 1773) e Faraday (em 1837) descobriram que a capacitância de um capacitor aumenta quando se coloca um isolante entre as placas condutoras. Quase todos os capacitores possuem esse tipo de material entre suas placas, conhecido como dielétrico. A capacitância é aumentada por um fator {\displaystyle \kappa }, conhecido como constante dielétrica do material, que depende apenas da natureza deste:
{\displaystyle C=\kappa C_{0},}
sendo {\displaystyle C_{0}} referente ao vácuo, onde {\displaystyle \kappa } é igual a 1.
Como a carga {\displaystyle Q} do dielétrico não mudou, a adição do dielétrico só pode ter alterado o valor de {\displaystyle V}:
{\displaystyle V_{0}\rightarrow {\frac {V_{0}}{\kappa }}.}
Porém, {\displaystyle V=Ed}. Assim, a diferença de potencial diminui, pois o campo elétrico diminui.
{\displaystyle E={\frac {E_{0}}{\kappa }}.}
Como dito, a carga das placas condutoras é a mesma. A diminuição do campo ocorre, pois surge uma carga induzida em cada superfície do material dielétrico. Esse, que estava inicialmente neutro, permanece neutro, porém suas cargas são redistribuídas por conta da polarização dielétrica.
Nessa nova configuração, a energia armazenada em um capacitor continua sendo definida por
{\displaystyle U={\frac {1}{2}}CV^{2},}
e a definição da densidade de energia eletrostática dentro do dielétrico é:
{\displaystyle u={\frac {\epsilon _{0}}{2}}\kappa E^{2}.}
Definindo-se a permissividade do dielétrico, designada por {\displaystyle \epsilon },
{\displaystyle \epsilon =\kappa \epsilon _{0},}
o resultado para a densidade de energia é
{\displaystyle u={\frac {\epsilon E^{2}}{2}}.}
No vácuo, {\displaystyle \kappa } vale 1 e {\displaystyle \epsilon =\epsilon _{0}}, e a equação acima se torna a mesma da encontrada para a densidade de energia no vácuo. Porém, observa-se aqui que é preciso realizar um trabalho maior (a energia é maior por um fator {\displaystyle \kappa }) para chegar à mesma carga total. Isso porque parte desse trabalho é gasto na polarização do material, ficando armazenada como energia interna das moléculas polarizadas.